# کواک دو وون
کواک دو وون (کره‌ای: Kwak Do-won؛ زادهٔ ۱۷ مهٔ ۱۹۷۴) بازیگر اهل کره جنوبی است.
از فیلم‌ها یا برنامه‌های تلویزیونی که وی در آن نقش داشته است می‌توان به مرد عاشق، مردی از هیچ‌کجا، دریای زرد، گانگستر بی‌نام: قوانین زمان، تازا: کارت پنهان، وکیل مدافع، شیون و باران فولادیاشاره کرد.